# Redlach
Ne doit pas être confondu avec Rodlach.
Redlach est une ancienne commune française du département de la Moselle, rattachée à Tritteling depuis 1818.

## Toponymie
- Anciennes mentions : Rodlach près Faulquemont (XVIIe siècle), Redelach ou Redlach (1779)[1], Redlack (1793)[2].
- En francique lorrain : Redloch et Rédlach[3].

## Histoire
Village créé à la fin du XVIe siècle par Élisée d'Haraucourt, seigneur de Faulquemont ; ceci par l'acensement perpétuel de 1 600 arpents de bois. Entre 1751 et 1790, Redlach fait partie du bailliage de Boulay.
Commune jusqu'au 30 juin 1810, date a laquelle Redlach fut réuni à Flétrange. Plus tard, ce village fut séparé de Flétrange et rattaché à Tritteling par une ordonnance du 4 juin 1818,.
En 1817, cette localité avait 213 habitants, 36 maisons et un territoire productif de 273 hectares en terres et prés.

## Démographie
| 1793 | 1800 | 1806 |
| ---- | ---- | ---- |
| 145  | 174  | 179  |

## Lieux et monuments
Église Sainte-Anne